# Hypnotize
A Hypnotize a System of a Down ötödik albuma. 2005. november 22-én jelent meg; 2005. december 13-án már arany- és platinalemez lett. Az album párjának tekinthető a fél évvel előtte megjelent Mezmerize, ám azzal ellentétben ez valamivel keményebb hangzású, mégis nagyon hasonlít, a tagok nyilatkozatai szerint minden dalnak megtalálható a párja a másik lemezen. A két album együtt a teljes, a tokot is úgy tervezték, hogy egymásba csúsztathatóak legyenek. A Soldier Side ad keretet a két albumnak. Míg a Mezmerize ezzel az intróval indul, addig a Hypnotize a teljes dallal zárul. A borítót az énekes/gitáros Daron Malakian apja, Vartan Malakian készítette.

## A számok listája
1. Attack (Daron Malakian, Serj Tankian) – 3:06
2. Dreaming (Malakian, Shavo Odadjian, Tankian) – 3:59
3. Kill Rock 'N Roll (Malakian, Tankian) – 2:27
4. Hypnotize (Malakian, Tankian) – 3:09
5. Stealing Society (Malakian, Tankian) – 2:58
6. Tentative (Malakian, Tankian) – 3:37
7. U-Fig (Malakian, Odadjian, Tankian) – 2:55
8. Holy Mountains (Malakian, Tankian) – 5:28
9. Vicinity of Obscenity (Malakian, Tankian) – 2:51
10. She's Like Heroin (Malakian) – 2:44
11. Lonely Day (Malakian) – 2:47
12. Soldier Side (Malakian) – 3:40

## Közreműködők
Együttes
- Serj Tankian – ének, billentyűsök
- Daron Malakian – vokál, gitár
- Shavo Odadjian – basszusgitár
- John Dolmayan – dob

Produkció
- Andy Wallace, David Schiffman, Dana Nielsen, Jason Lader, John O'Mahony, Phillip Broussard, Steve Sisco, Joe Peluso, Vlado Meller – különböző utómunkálatok
- Vartan Malakian – borítótervező
- Brandy Flower – dizájner
- Mark Mann és Serj Tankian – vonósok
- Lindsay Chase, Braden Asher – produkciós koordinátorok

## Külső hivatkozások
- Dalszövegek